# Sovjetunionens Davis Cup-lag
Sovjetunionens Davis Cup-lag representerade Sovjetunionen i tennisturneringen Davis Cup, tidigare International Lawn Tennis Challenge. Sovjetunionen debuterade i sammanhanget 1962. Sista turneringen spelade man 1991, innan uppdelningen i Ryssland, Armenien, Azerbajdzjans, Vitryssland, Estland, Georgien, Kazakstan, Kirgizistan, Lettland, Litauen, Moldavien, Tadzjikistan, Ukraina och Uzbekistan.